# Palazzo della Ragione

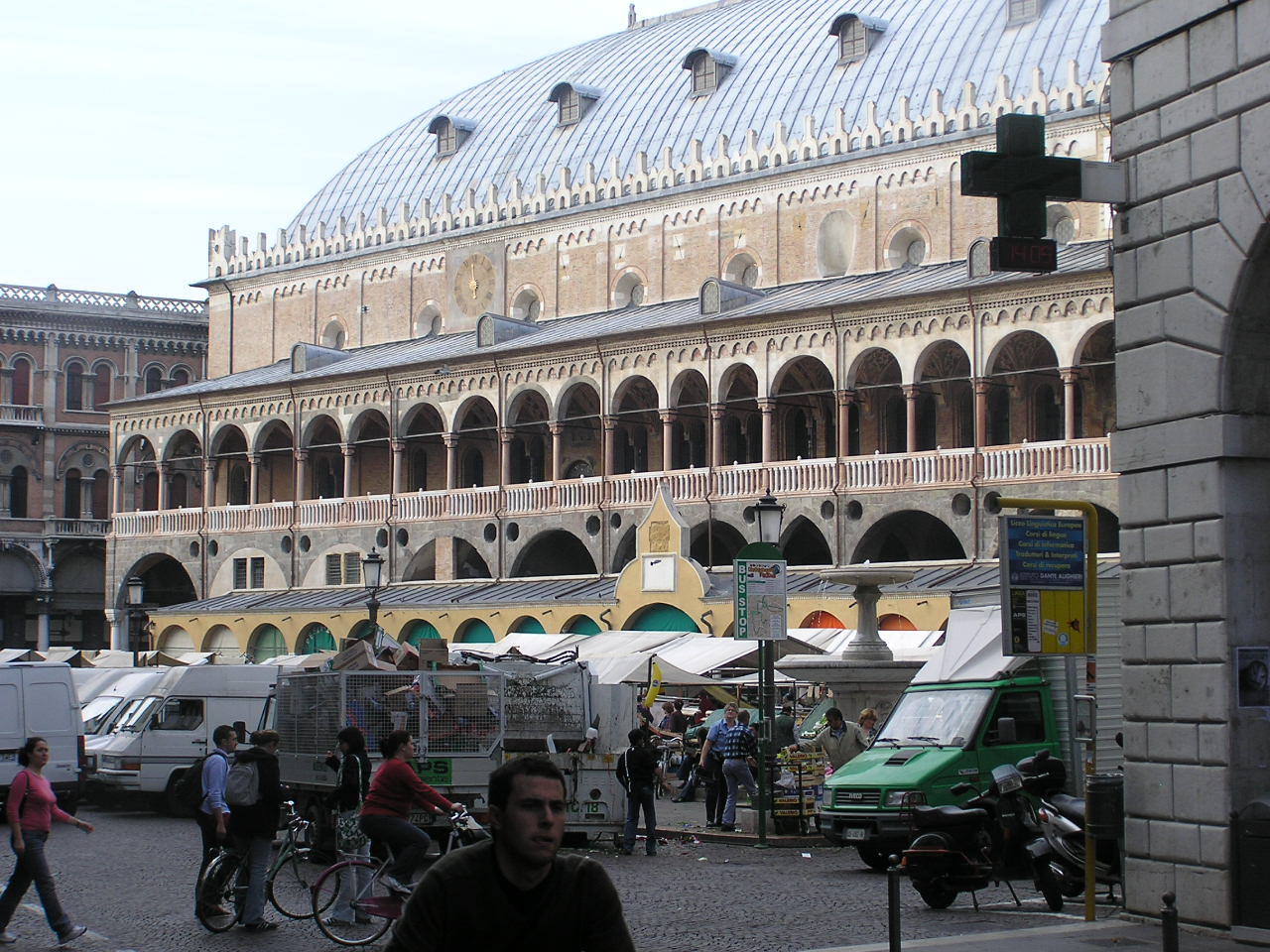
El Palazzo della Ragione de Padua.

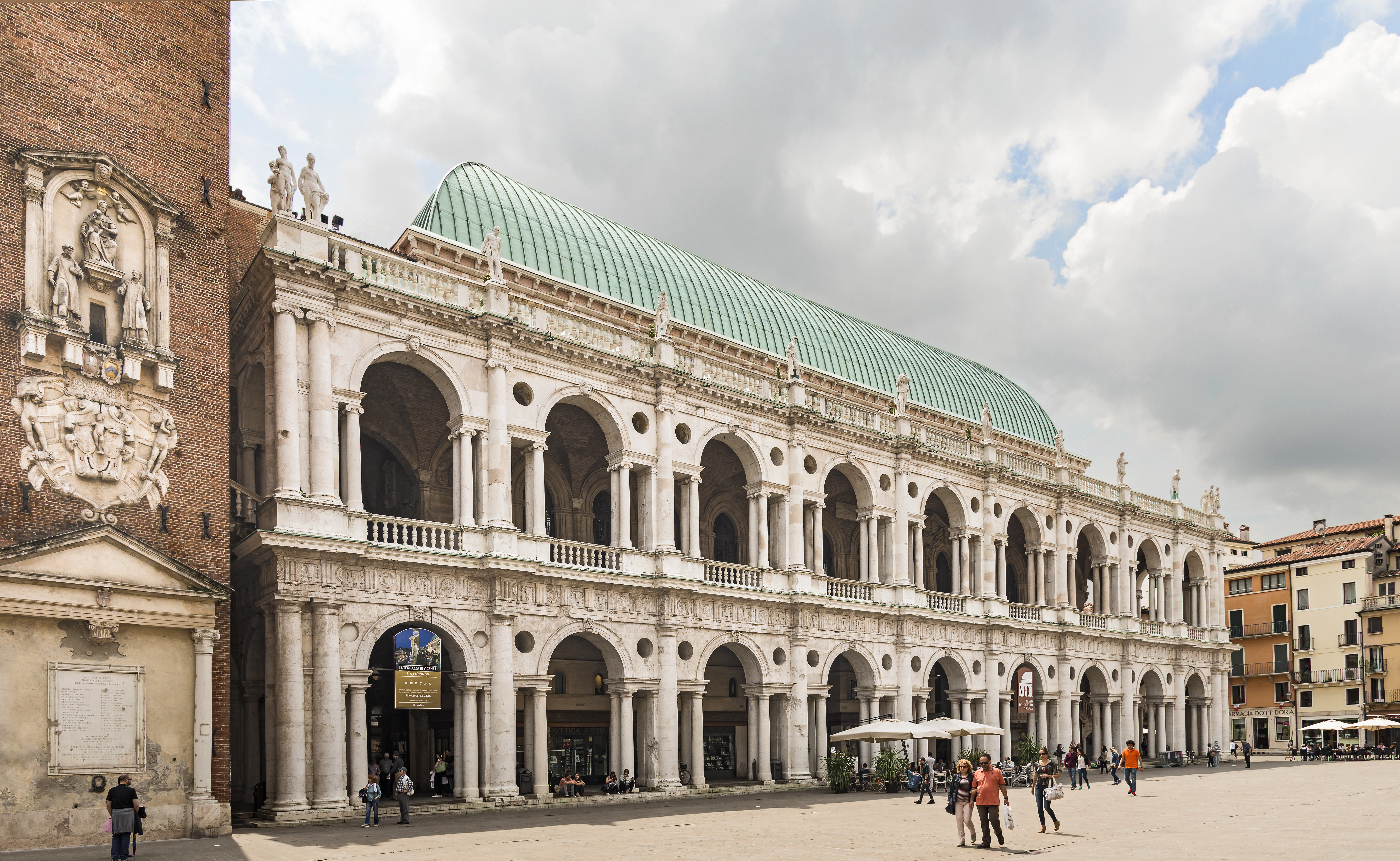
La basilica palladiana de Vicenza.

El Palazzo della Ragione (en idioma italiano original, que en español significa, Palacio de la Razón) es, en las ciudades del norte de Italia, un tipo de edificio público que se desarrolló desde la Edad Media al Renacimiento y que estaba destinado a acoger tanto las reuniones del Consejo como las audiencias de los tribunales. En estas ciudades el edificio era, en la época comunal, el gran centro de la vida cívica y de la administración pública.
Aunque presentes en muchas ciudades, las referencias a "Palazzo della Ragione" se refieren principalmente a los de Padua y de Vicenza:
- el Palazzo della Ragione de Padua, sede de la sala en suspensión más grande en el mundo;
- el de Vicenza, más comúnmente conocido como la basílica palladiana.

Dependiendo del lugar y época en que fue construido, este tipo de edificio público central también puede llevar los nombres de Arengo, Arengario (en Monza), Palazzo Pretorio o Palazzo della Comunità.
Otros Palazzo della Ragione bien conocidos son los de:
- Palazzo della Ragion de  Bérgamo, construido desde 1183 (paz de Constanza) hasta 1198;
- Palazzo della Ragion de Milán, el Broletto nuovo, en la piazza dei Mercanti, construido de 1228 a 1233;
- Palazzo della Ragion de Mantua, en la piazza delle Erbe, edificado en torno a 1250;
- Palazzo della Ragion de Monza, finalizado en 1293;
- Romano de Lombardia, del siglo XIII;
- Palazzo della Ragion de Verona, en la piazza delle Erbe, hoy Palazzo del Comune;
- Palazzo della Ragion de Ferrara, construido de 1315 a 1326;

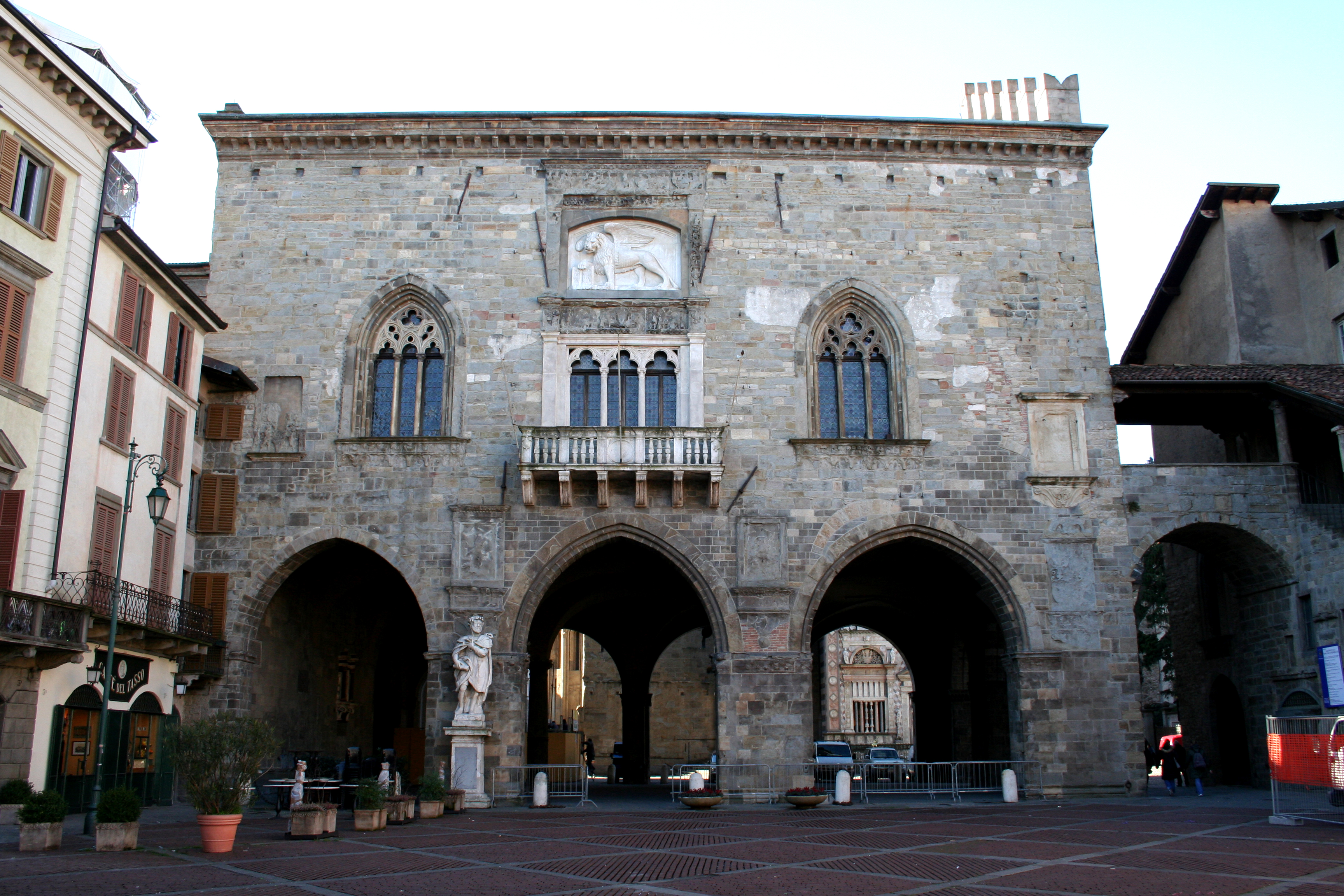
Palazzo della Ragione de Bérgamo (1183-1196)
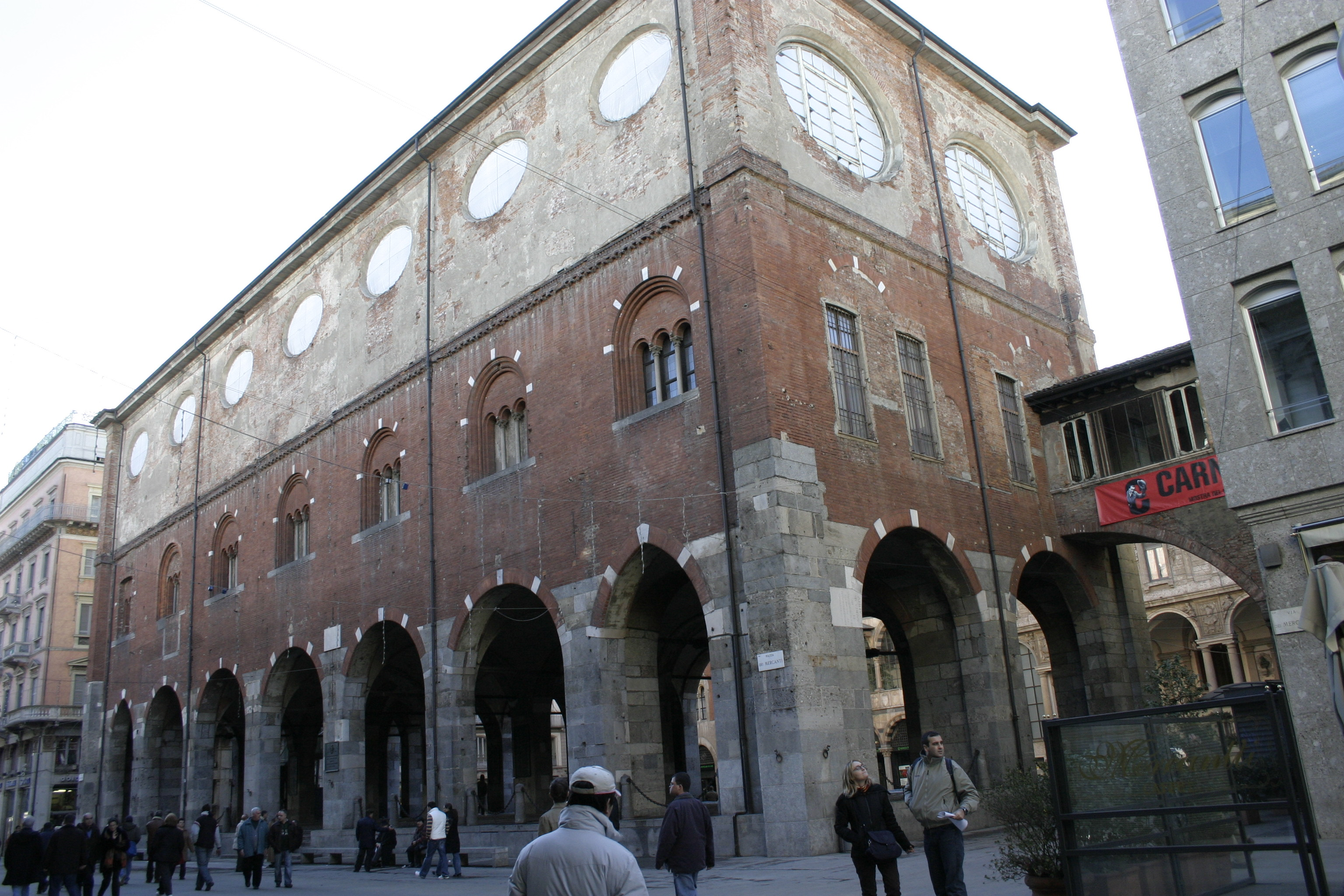
Palazzo della Ragion de Milán (1228-1233)
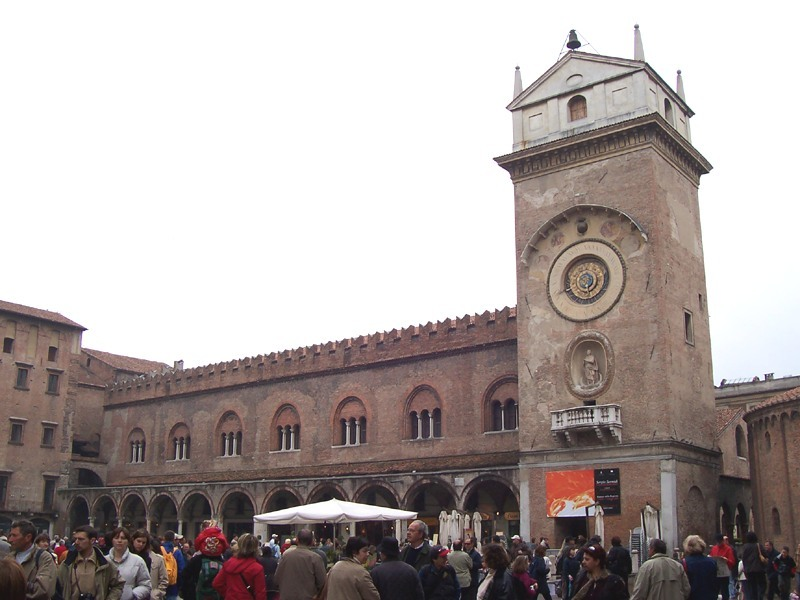
Palazzo della Ragione de Mantua (ca. 1250)
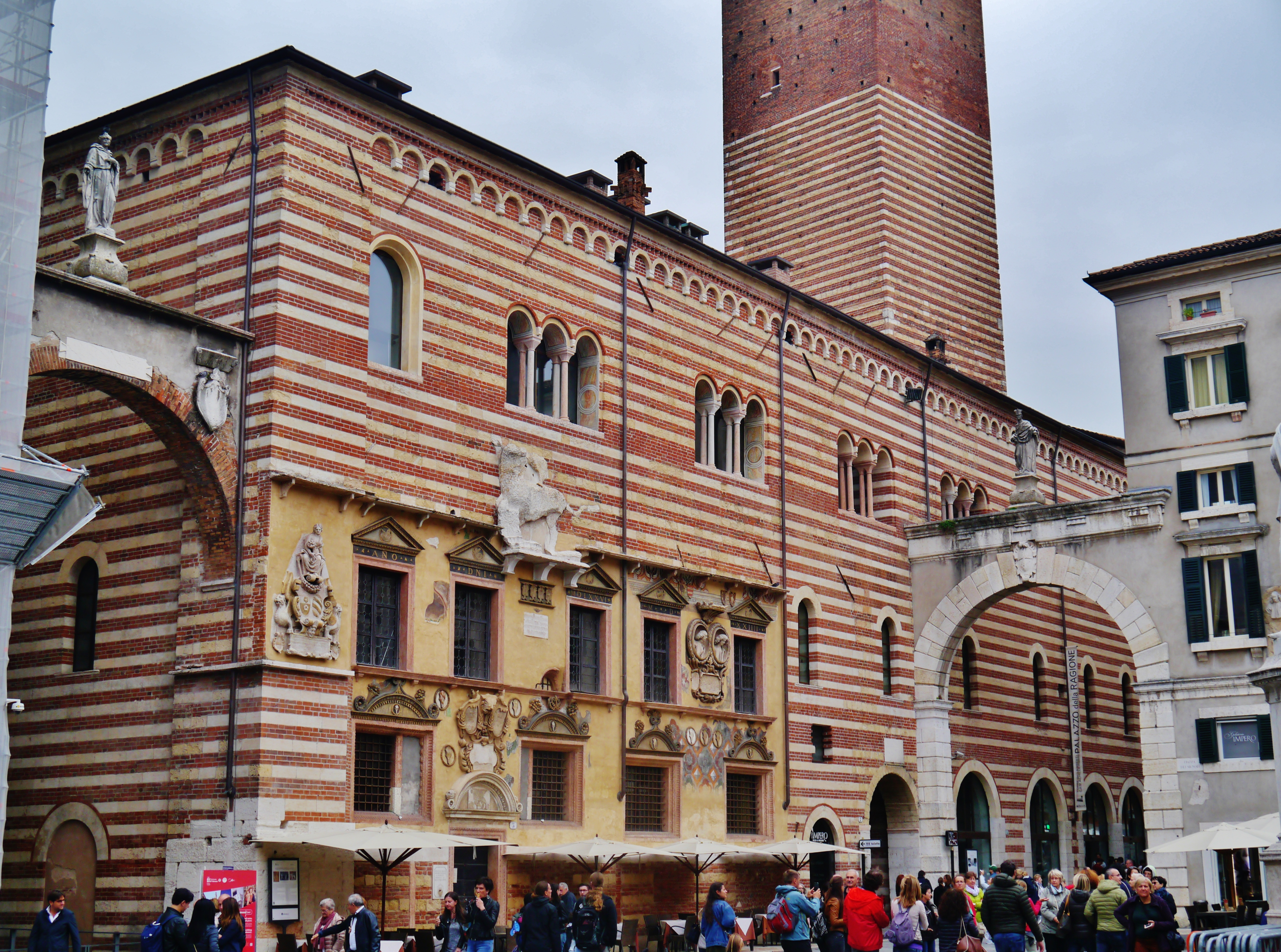
Palazzo del Comune de Verona
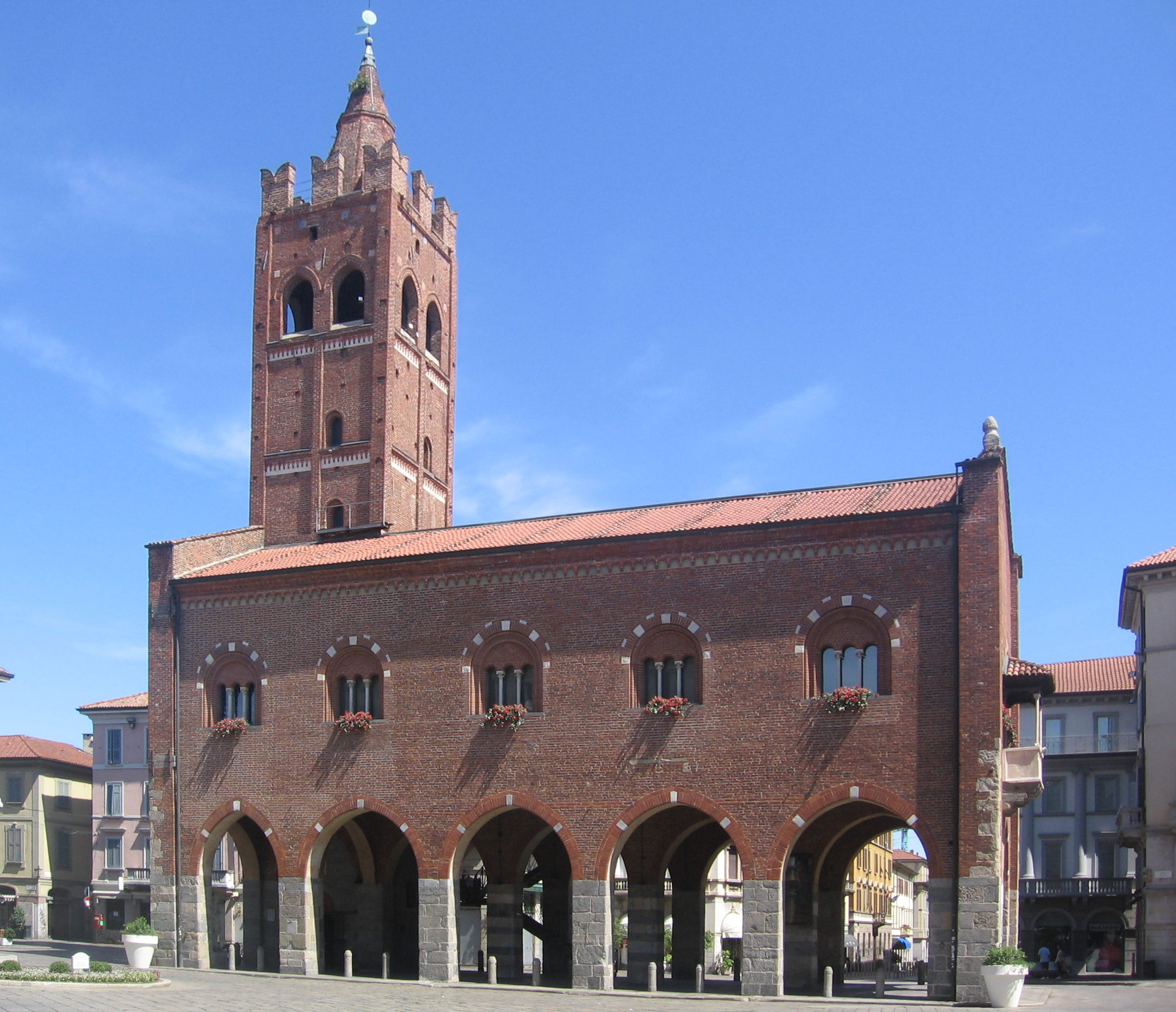
Arengario (Monza) (?-1293)